# Muzeul de Etnografie și Artă Populară din Orăștie
Muzeul de Etnografie și Artă Populară este un muzeu etnografic din Orăștie, amplasat în Piața Aurel Vlaicu nr. 1 și care aparține de Muzeul Civilizației Dacice și Romane din Deva. Muzeul ființează într-un edificiu datând din prima jumătate a secolul al XX-lea și valorifică expozițional colecții de istorie: unelte, tezaure monetare, fotografii, albume, obiecte diferite, toate vorbind de istoria ținuturilor Munților Orăștiei; etnografie: unelte, instalații, ceramică, îmbrăcăminte, icoane pe lemn și sticlă, piese care ilustrează diverse obiceiuri.
Clădirea muzeului este declarată monument istoric, având codul HD-II-a-D-03375.11. Muzeul ființează într-un edificiu datând din prima jumătate a secolului al XX-lea.
Important! Programul (real!) de vizitare se găsește pe site-ul oficial al MCDR (https://mcdr.ro/)